# 판도라의 상자 (1929년 영화)
《판도라의 상자》(Die Buchse Der Pandora, Pandora's Box)는 미국에서 제작된 게오르크 빌헬름 팝스트 감독의 1929년 범죄, 드라마, 멜로/로맨스 영화이다. 루이스 브룩스 등이 주연으로 출연하였다. 프랑크 베데킨트의 희곡 《판도라의 상자》를 기반으로 제작되었다.

## 출연

### 주연
- 루이스 브룩스

### 조연
- 프란시스 레더러
- 시그 아노